# グイド・マリルンゴ
グイド・マリルンゴ（イタリア語: Guido Marilungo、1989年8月9日 - ）は、イタリア・マルケ州モンテグラナーロ出身の元サッカー選手。現役時代のポジションはFW。

## 経歴
UCサンプドリア・ユース出身で、ヴィンチェンツォ・フィオリッロらと共にカンピオナート・プリマヴェーラでの優勝に貢献。2008-2009シーズンよりトップチームに昇格し、第33節カリアリ・カルチョ戦では先発出場で2得点を記録するなど、存在感を示した。2009-10シーズンはセリエBのUSレッチェへレンタル移籍。13得点を挙げ主力の一角として活躍した。
2010-11シーズンはサンプドリアへ復帰したが目立つ活躍はできず、2011年1月にセリエBのアタランタBCへ移籍。シーズン後半戦16試合に出場し、チームのA復帰に貢献した。翌2011-12シーズンもセリエAで18試合出場、4得点をマークしたが、ひざの故障でシーズン終盤に離脱。2012-13シーズンも再び故障に見舞われて長期離脱となった。2014-15シーズンはACチェゼーナへのローンでプレー。2015年8月29日にはSSヴィルトゥス・ランチャーノ1924に期限付き移籍することが決定した。
2016年、エンポリFCにレンタル移籍した。翌年8月31日には、セリエBのスペツィア・カルチョへシーズンローンで加入することが発表された。
2018年9月18日、テルナーナ・カルチョに2年契約で移籍した。

## タイトル
サンプドリア
- カンピオナート・プリマヴェーラ : 2007-08
- コッパ・イタリア・プマヴェーラ（英語版）: 2007-08
- スーペルコッパ・プリマヴェーラ : 2008

レッチェ
- セリエB : 2009-10

アタランタ
- セリエB : 2010-11

### 個人
- トルネオ・ディ・ヴィアレッジョ ゴールデンボーイ : 2009